# Chūshingura
Chūshingura (忠臣蔵?) è un'opera teatrale giapponese.
Il Kanadehon chūshingura, o più semplicemente Chūshingura, è forse l'opera teatrale giapponese più nota di tutti i tempi. Fu scritta da Takeda Izumo e rappresentata per la prima volta nel 1748 a Osaka al teatro Takemotoza. Essa descrive le eroiche gesta dei quarantasette ronin: un gruppo di samurai che vendicarono la morte del loro signore Asano Naganori, costretto al seppuku (suicidio rituale) in seguito ad un duello avvenuto all'interno del palazzo dello shōgun.
In realtà Asano aveva reagito alle ripetute provocazioni di un funzionario dello shōgun: Kira Yoshinaka, il quale lo aveva ripetutamente offeso. In seguito alla morte di Asano, i suoi beni furono confiscati e la sua famiglia finì in rovina. I suoi samurai persero anch'essi il loro status diventando appunto ronin.
Trascorso un lasso di tempo sufficiente a far allentare la protezione su Kira, i samurai di Asano lo assalirono e uccisero. Rifugiatisi successivamente nel tempio Sengakuji si suicidarono tutti compiendo il rituale seppuku come estrema dimostrazione di fedeltà al loro signore.
Poco dopo i fatti, avvenuti dal 1701 al 1702, l'attacco al palazzo di Kira, in Edo, avvenne infatti il 15 dicembre del 1702, cominciarono a circolare lavori teatrali che narravano la vicenda. Il teatro all'epoca era anche un mezzo di comunicazione di eventi, solitamente drammatici.
Quando andò in scena il Chushingura di Takeda, erano trascorsi quasi cinquant'anni dagli eventi e ormai i protagonisti erano divenuti eroi popolari leggendari. L'opera che fu rappresentata in origine come jōruri (con marionette) fu riproposta nel 1749 come kabuki, genere teatrale che all'epoca costituiva lo spettacolo favorito delle classi medio-borghesi.
Tuttora il dramma è rappresentato e la vicenda commuove profondamente, i quarantasette eroi sono considerati i più puri interpreti del bushido, l'insieme dei principi morali e comportamentali dei samurai, che sono divenuti col tempo patrimonio etico dell'intero popolo giapponese. Poiché la parola rōnin ha, nel linguaggio comune, una valenza spregiativa, i protagonisti della vicenda sono designati come "Quarantasette gishi (uomini retti)".